# متلألئة رخوة
متلألئة رخوة (الاسم العلمي:Luzula flaccida) هي نوع من النباتات تتبع جنس المتلألئة من الفصيلة الأسلية.